# 粗帝纹蛤
粗帝纹蛤（学名：Timoclea scabra），又名海星小簾蛤，是帘蛤目帘蛤科帝汶蛤属的一种。

## 分佈
主要分布于中国大陆、台湾，常栖息在浅海沙底、潮下带。